# Antonio Cavalleri
Antonio Cavalleri (Dronero, 1911 – Africa Orientale Italiana, 2 luglio 1941) è stato un militare italiano, decorato di medaglia d'oro al valor militare alla memoria nel corso della seconda guerra mondiale.

## Biografia
Nacque a Dronero, provincia di Cuneo, nel 1911, figlio di Ettore e Maria Savio, all'interno di una famiglia di vecchie tradizioni militari. Orfano di guerra, iniziò a frequentare la Regia Accademia Militare di Artiglieria e Genio di Torino da cui usci con il grado di sottotenente dell'arma del genio nel 1931. Frequentata la scuola di applicazione d'arma venne promosso tenente ed assegnato all'11º Reggimento del genio. Nel luglio 1935, in vista dell'inizio delle operazioni belliche contro l'Etiopia, dietro sua domanda, partì per la Somalia italiana con la 36ª Sezione radiotelegrafisti. Inquadrato nella 29ª Divisione fanteria "Peloritana", durante la guerra d'Etiopia partecipò alle operazioni per la conquista di Neghelli. Affidatogli il comando interinale della 51ª Compagnia marconisti e in seguito, quello della 1ª Compagnia artieri de XXXIV Battaglione Z.A., si distinse nelle operazioni di rastrellamento e di controguerriglia nell'Harar. Trascorso un periodo in Patria, nel novembre 1939 ritornò in Africa Orientale Italiana in forza al II Battaglione misto del genio venendo promosso capitano nel gennaio 1940. Dopo la dichiarazione di guerra a Francia e Gran Bretagna, avvenuta il 10 giugno 1940, partecipò all'occupazione del Somaliland. Cadde in combattimento il 2 luglio 1941, e fu insignito della medaglia d'oro al valor militare alla memoria.

### Fonti
1. ↑  Gruppo Medaglie d'Oro al Valore Militare 1965, p. 669.
2. 1 2 3 4 5 6 7 8 9  Combattenti Liberazione.
3. ↑  Quirinale - scheda - visto 23 gennaio 2023.
4. ↑  Registrato alla Corte dei conti, addì 11 marzo 1942, registro 7 guerra, foglio 301.